# Cavaquiño
El cavaquiño (en portugués: cavaquinho) es un instrumento portugués de cuatro cuerdas, pariente de la  guitarra y el timple y antecedente directo del ukelele y del cavaco.
Es muy utilizado en la música tradicional portuguesa. En la música de Samba, el cavaquinho hace la conexión entre la armonía y la rítmica.

## Características

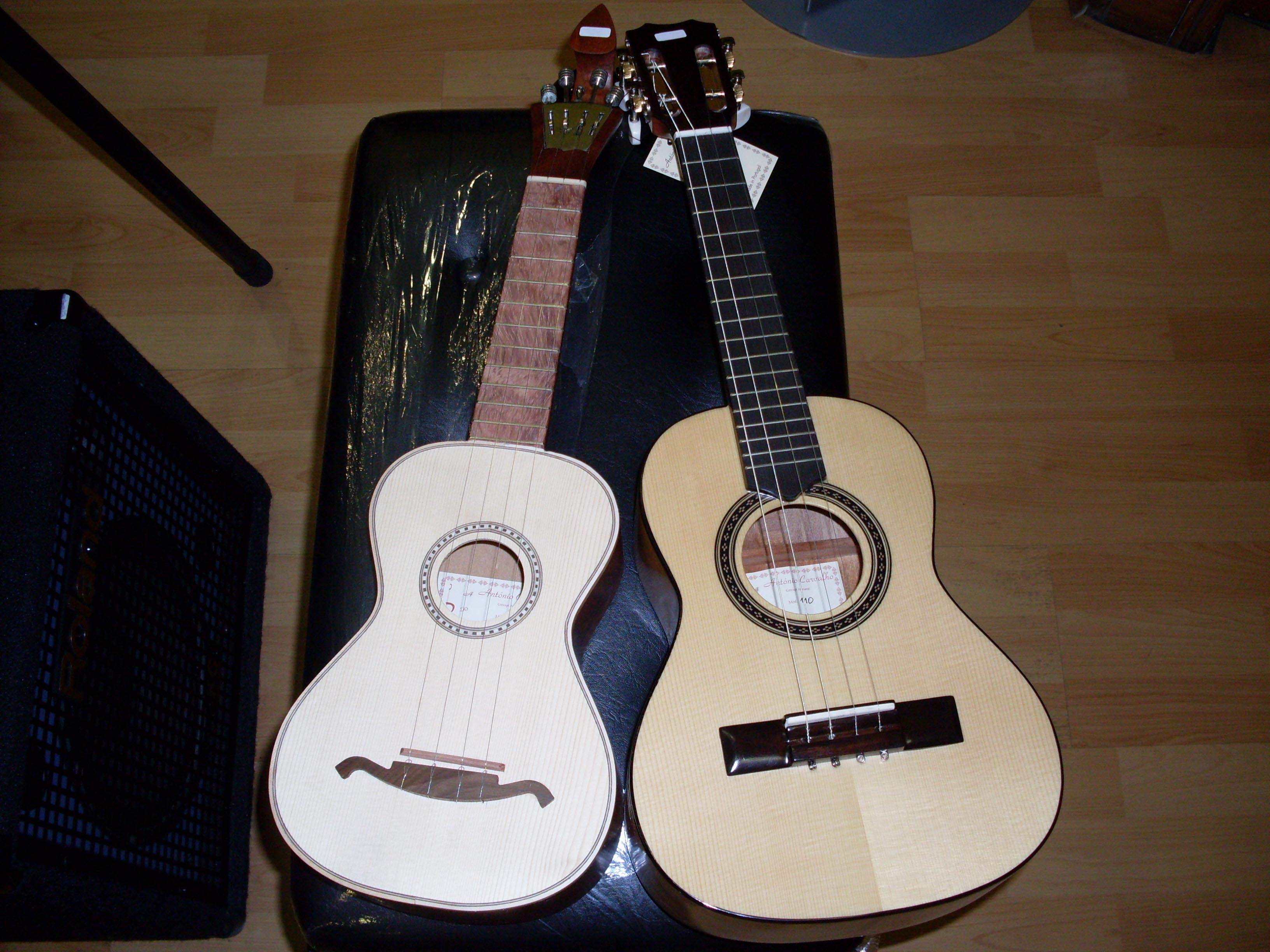
Cavaquinhos portugués (izquierda) y brasileño (derecha).

El cavaquiño (cavaquinho) es un cordófono punteado. Es un instrumento de origen portugués, en forma de guitarra pero de dimensiones mucho más reducidas que esta, muy usado en iberoamérica.
Pueden considerarse hermanos de este los guitarros y guitarricos españoles, el timple canario, el cuatro venezolano, el ukelele, cavaco, entre otros.
El instrumento tiene cuatro cuerdas metálicas o de tripa y el diapasón está dividido en 17 trastes. En Portugal se suele afinar en Re La Si Do o en Do Sol La Re. En Brasil la afinación más usada es Re Si Sol Re, o Sol Re La Mi, como un bandolim. La tapa armónica de la caja de resonancia no suele estar barnizada.
En Brasil, usualmente se confunde el ukulele con el cavaquinho, puesto que aquel es un tanto desconocido en Brasil.

## Historia
Pertenece a una familia de pequeños instrumentos de cuerda que tuvieron un importante desarrollo desde el siglo XVI, y que tenían un sonido agudo. La palabra "cavaco" en portugués significa "palique", que en castellano es "charla o conversación continuada"; y esto recuerda un poco la forma como el cavaquinho actúa como parte instrumental en la música brasileña, de ahí su nombre. Fue llevado a América por los colonizadores, alcanzando allí gran popularidad.
A finales del siglo XIX fue introducido al archipiélago de Hawái por inmigrantes portugueses, habiendo mutado hasta convertirse en lo que hoy es el ukelele moderno para las primeras dos décadas del siglo XX.

## Uso
El cavaquinho se utiliza en los grupos tradicionales de la mitad norte de Portugal, y normalmente se utiliza rasgándolo con los dedos para acompañar la voz. También es utilizado en la música popular de Brasil, Cabo Verde y Mozambique. En Brasil es utilizado en samba, las congadas de San Pablo y forma parte de los conjuntos de choro. En España existe un instrumento parecido, de 4 cuerdas llamado "Requinto" o "Guitarrico" que se utiliza en las rondallas. En la ciudad fronteriza de Leticia se interpreta del mismo modo siendo esta ciudad centro del eje musical fronterizo - amazónico.